# Peschadoires
Peschadoires is een gemeente in het Franse departement Puy-de-Dôme in de regio Auvergne-Rhône-Alpes. De plaats maakt deel uit van het arrondissement Thiers. Peschadoires telde op 1 januari 2022 2.103 inwoners.

## Geografie
De oppervlakte van Peschadoires bedroeg op 1 januari 2022 20,67 vierkante kilometer; de bevolkingsdichtheid was toen 101,7 inwoners per km².

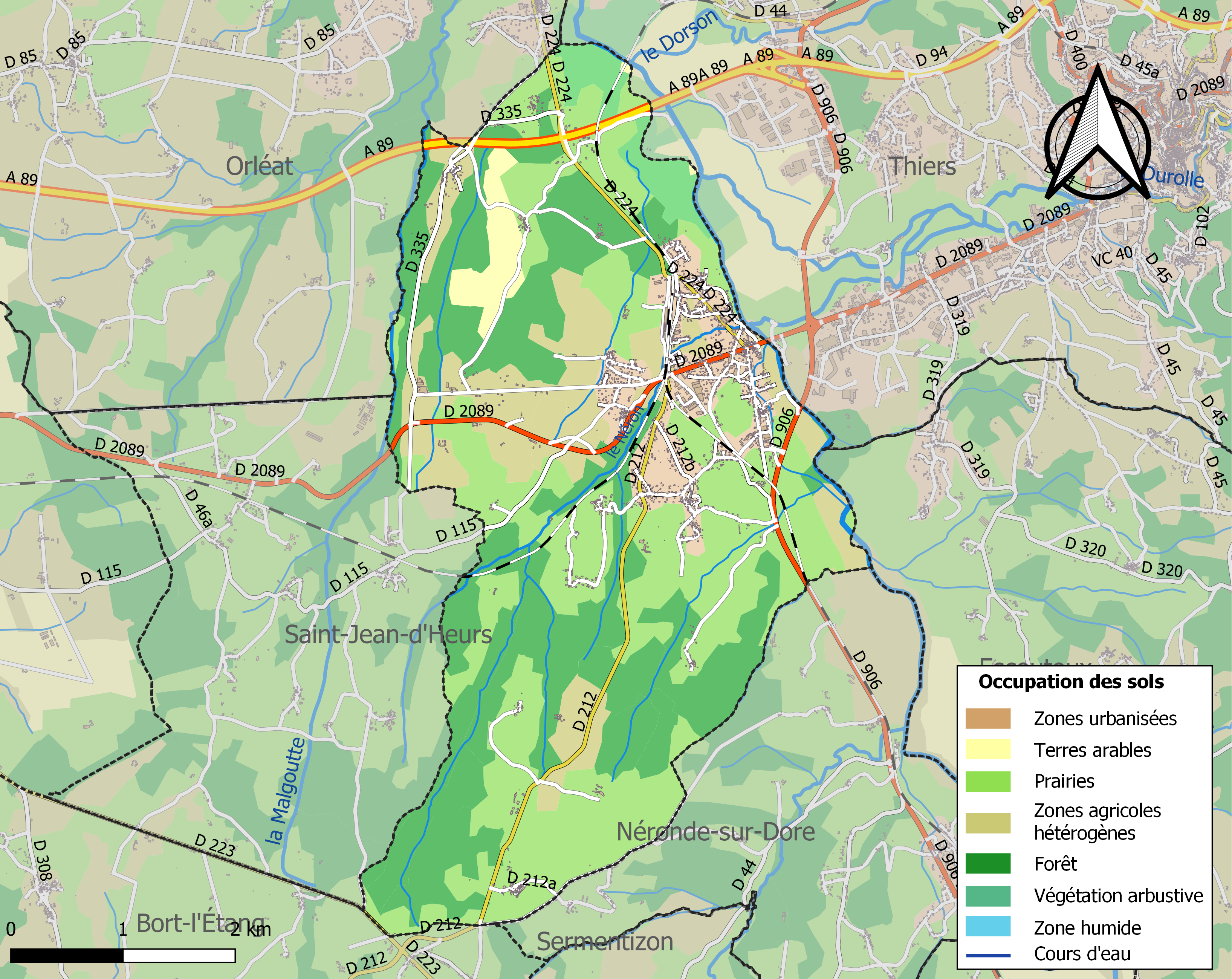
Kaart van de gemeente met belangrijkste infrastructuur, bodemgebruik en omliggende gemeenten

## Verkeer en vervoer
In de gemeente ligt spoorwegstation Pont-de-Dore.

## Demografie
Onderstaande figuur toont het verloop van het inwonertal (bron: INSEE-tellingen).